# Arnold György
Arnold György (Taksony, 1781. június 5. – Szabadka, 1848. október 25.) zeneszerző, karmester, egyházi karnagy.

## Élete
Zenére kántor édesapja, Arnold József, majd Pöhm Pál, a kalocsai székesegyház karnagya tanította. Gyermekkorát apja munkahelyén, a híres búcsújáróhelyen, Hajóson, majd később Pécsett töltötte. Jogi pályára készül, teljes állású karnagy és zeneszerző lett belőle.
Nagyon fiatalon, mindössze tizenkilenc évesen, 1800. április 19-én benyújtotta folyamodványát tanára, Pöhm Pál ajánlásával a szabadkai Szent Teréz templom karnagyi állására. Mint a nagytemplom zenei felelőse, nevéhez fűződik a rendszeres zenei nevelés elindítása. Majd ötvenéves szabadkai tevékenysége során egy egész kórust és zenekart nevelt ki, a komolyzenei élet elindítója a rendkívül gyorsan fejlődő városban. Nevéhez fűződik Szabadka első, hivatalos hangversenyének a megszervezése, amelyet 1809-ben mutattak be.
Hírneve túlnőtt Szabadkán, annál is inkább, mert tudatosan ápolta kapcsolatait a Délvidéken honos, egymással szimbiózisban élő számos kultúrával. A magyar nyelven, anyanyelvén kívül, beszélt latinul, németül, és megtanulta az akkoriban Szabadkán népes bunyevác nemzeti közösség nyelvét is.
Szabadka első nagy zeneszerzőjét a Szent Teréz-templom (ma Avilai Szent Teréz-székesegyház) kriptájában helyezték örök nyugalomra.

## Művei
1819-ben Eszéken nyomatták ki egyházi énekeskönyvét bunyevác nyelvjárásban, melynek címe: Pismenik iliti skupljenje pisama različitih za nadiljne, svetačne is ostale dneve priko godine podobnih, za vechu slavu boxju is kriposli duhovne naroda Iliričkoga učinjeno po Gjuro Arnoldu.
Amikor VII. Piusz pápa kiszabadult a francia fogságból, offertóriummal tisztelgett előtte. Ezért tekintélyes egyházi elismerésben részesült, ún. brévét kapott az egyházfőtől.
XII. Leó pápa koronázására offertóriumot írt, amelyért szintén magas rangú egyházi elismerést érdemelt ki.
Dokumentálva van nagyvonalú ajánlata a Székesfehérmegyei Színtársulatnak, amely szerint jutalmazás nélkül nemzeti tárgyú kórusműveket, melodrámákat komponál számukra.
Négykötetes zenelexikont írt.
Első színművét Kemény Simon címmel mutatták be 1826. július 10-én, amelyet a szabadkai nagykávéházban kialakított színházterem megnyitására szerzett.
1832-ben írja meg a Mátyás király választása című operát (a művet közösen szerezte Heisch Józseffel).
Hangversenyezett Budán, Szabadkán, és Debrecenben előadták A gotthardhegyi boszorkány című melodrámáját.
Munkái között az egyházi zeneműveken (misék, offertóriumok, liberák, himnuszok) és az ismertebb színpadi művein kívül számos népies műdal, magyar táncok, zenekari nyitányok, gyászmars zongorára, és románc található.
A szabadkai Teréz-templom kottatárában még ma is található néhány, nem egészen teljes partitúrája.